# 施莱斯海姆
施莱斯海姆是奥地利上奥地利州韦尔斯兰县的一个市镇。总面积7.55平方公里，总人口1065人，人口密度141.1人/平方公里（2005年）。